# Кумарија (Сер)
Кумарија (грч. Κουμαριά) је насељено место у општини Сер у периферији Средишња Македонија, Грчка. Према попису из 2021. године било је 274 становника.
Према бугарском географу и историчару, Василу Канчову, у Кумарији је 1900. године живело 360 Турака. Током Првог светског рата село је настрадало и већи део мештана је избегао, тако је после рата остало 168 житеља. Године 1924. турско становништво је приинудно исељено у Турску а на њихово место је насељено 104 грчких избегличких породица, укупно 509 особа. На попису из 1928. године Кумарија је имала 563 становника. Село се раније звало Комарен.